# Basílica de São Sebastião (Manila)
A Basílica de São Sebastião (em castelhano: Basílica de San Sebastián), mais conhecida como Igreja de São Sebastião, é uma basílica menor católica situada na cidade de Manila, Filipinas. É a sede da paróquia de San Sebastián e do Santuário Nacional de Nossa Senhora do Monte Carmelo.
Sua construção foi finalizada em 1891. A basílica destaca-se por suas características arquitetônicas e é um exemplo da arquitetura neogótica nas Filipinas, sendo reconhecida pela Unesco como a única igreja ou basílica de aço da Ásia. e tem fama de ser o primeiro edifício pré-fabricado em aço do mundo, e, segundo algumas fontes, se trata da única igreja pré-fabricada com aço no mundo. Por sua vez, a Ordem dos Agostinianos Recoletos afirma que se trata do primeiro edifício de aço da Ásia e o segundo do mundo depois da Torre Eiffel. Em 2006, o templo foi incluído na Lista da Unesco para uma possível nomeação como Patrimônio da Humanidade. Em 1973 foi designada como Monumento Histórico Nacional pelo governo das Filipinas.
A basílica de San Sebastián se encontra aos cuidados da Ordem dos Agostinianos Recoletos, que também administram o colégio adjacente à basílica. O templo localiza-se na Plaza del Carmen, no extremo leste da rua Claro M. Recto, em Quiapo, Manila.

## História
Em 1621, Bernardino Castillo, um generoso mecenas devoto do mártir cristão São Sebastião, doou a terra onde a basílica está, para a construção de uma igreja. A igreja original, feita de madeira, foi incendiada em 1651 durante uma revolta chinesa. As sucessivas construções levantadas posteriormente, feitas de tijolo, foram destruídas pelo fogo e sismos em 1859, 1863 e 1880.
Na década de 1880, o pároco Esteban Martínez, da igreja em ruínas, propôs ao arquitecto espanhol Genaro Palacios um plano para construir um edifício que pudesse resistir ao dano produzido pelo fogo e pelos sismos feito completamente de aço. Palacios concluiu um projeto que fundia os estilos de "barroco telúrico" e neogótico. Ele disse que seu projeto final foi inspirado pela arquitetura gótica da Catedral de Burgos, na Espanha.

### Construção
As seções de aço pré-fabricadas para compor a igreja de San Sebastián foram fabricadas na fundição da Société Anonyme des Enterprises de Travaux Publiques em Binche (Bélgica). Segundo o historiador Ambeth Ocampo, outras peças de aço foram feitas em Bruxelas pela Société Anonyme des Enterprises de Travaux Publiques. No total foram transportadas 52 toneladas de seções pré-fabricadas de aço em oito embarques separados da Bélgica para as Filipinas, o primeiro carregamento chegou em 1888. A montagem da igreja foi supervisada por dois engenheiros belgas e a primeira coluna do templo foi erigida em 11 de setembro de 1890. As paredes foram preenchidas com uma mistura de areia, cascalho e cimento. Os vitrais foram fabricados por uma companhia de vitrais alemã, a Henri Oidtmann Company, sendo que artesãos locais realizaram os últimos retoques no próprio templo.
Em 24 de junho de 1890, o papa Leão XIII concedeu o título de basílica menor para a igreja de San Sebastián. Uma vez finalizadas as obras, no ano seguinte, em 16 de agosto de 1891, o arcebispo de Manila, Bernardo Nozaleda consagrou o templo.

### O papel de Gustave Eiffel

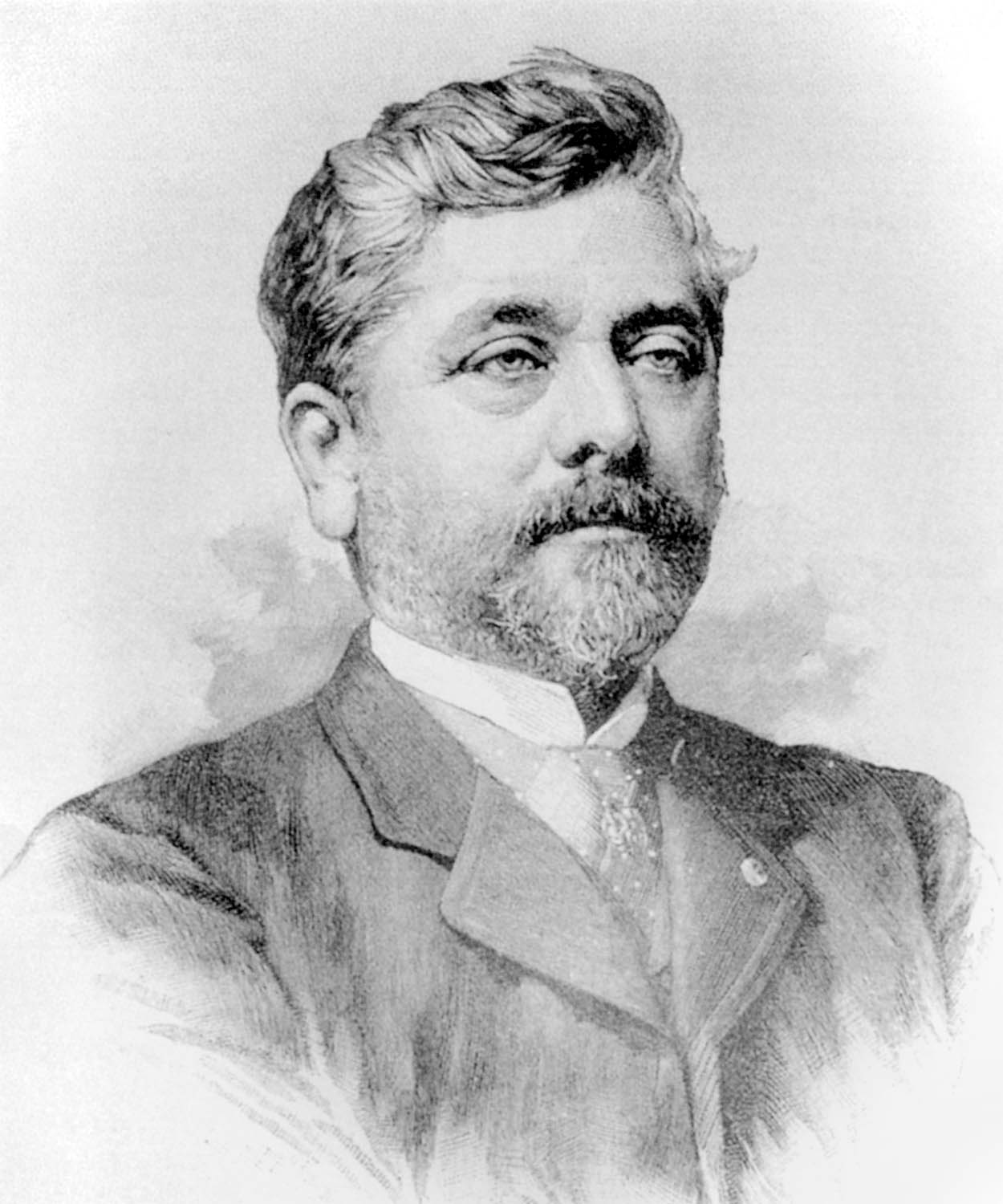
O engenheiro francês Gustave Eiffel pode ter participado no projeto do templo

O engenheiro francês especialista em estruturas metálicas Gustave Eiffel, e que havia projetado a Torre Eiffel de Paris e o interior da Estátua da Liberdade de Nova York, poderia ter participado na concepção e construção da igreja de San Sebastián.
O historiador Ambeth Ocampo afirma que há uma conexão entre Eiffel e a igreja de San Sebastián. Ocampo também publicou que na década de 1970, o arquiteto Ieoh Ming Pei havia visitado Manila para confirmar as notícias que havia ouvido aos quais afirmavam que Eiffel havia projetado uma igreja na Ásia construída com aço. Quando Pei examinou a igreja de San Sebastián, como relatado por Ocampo, afirmou que as partes metálicas e a estrutura em seu conjunto haviam, sem dúvidas, sido desenhadas por Eiffel.
Contudo, os catálogos oficiais de Eiffel fazem referência a um possível projeto e exportação de uma igreja em Manila no ano de 1875, treze anos antes do início de construção da igreja de San Sebastián. Se isso fosse verdade, isso não exclui a possibilidade de que Eiffel havia projetado a estrutura metálica da igreja, e que Palacios completou o projeto final do templo.

## Características
A igreja de San Sebastián é a primeira e única igreja da Ásia construída totalmente em aço. Tem duas torres e abóbada de aço. A nave central da basílica tem doze metros de altura desde o chão até a cúpula, e 32 metros os extremos dos pináculos.

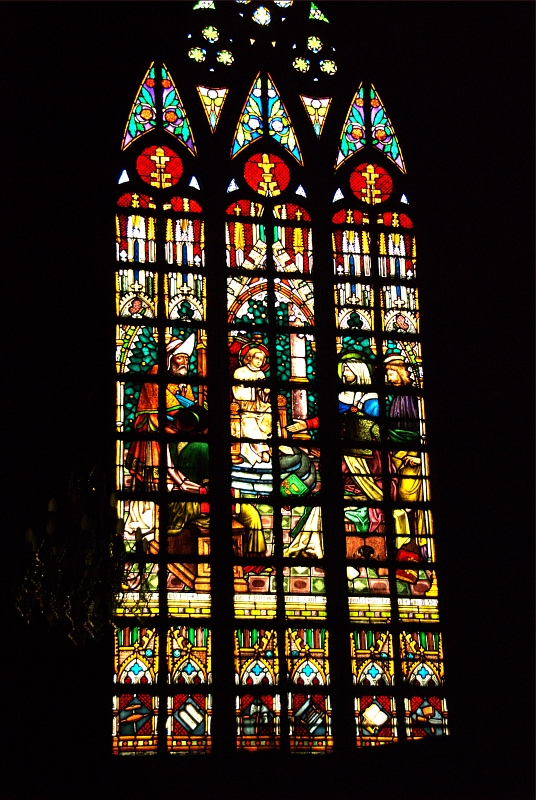
Vitral
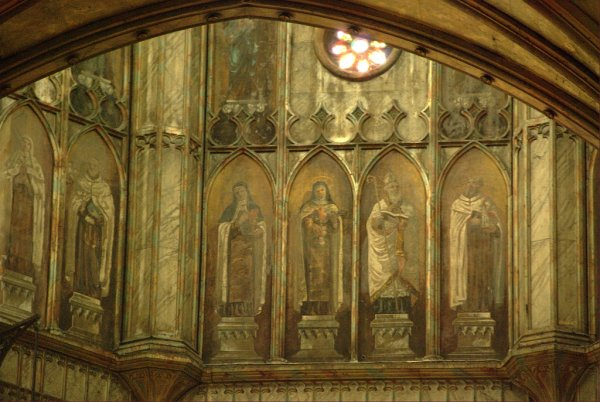
Trompe-l'oeil dos murais de santos carmelitas dentro do tambor da cúpula
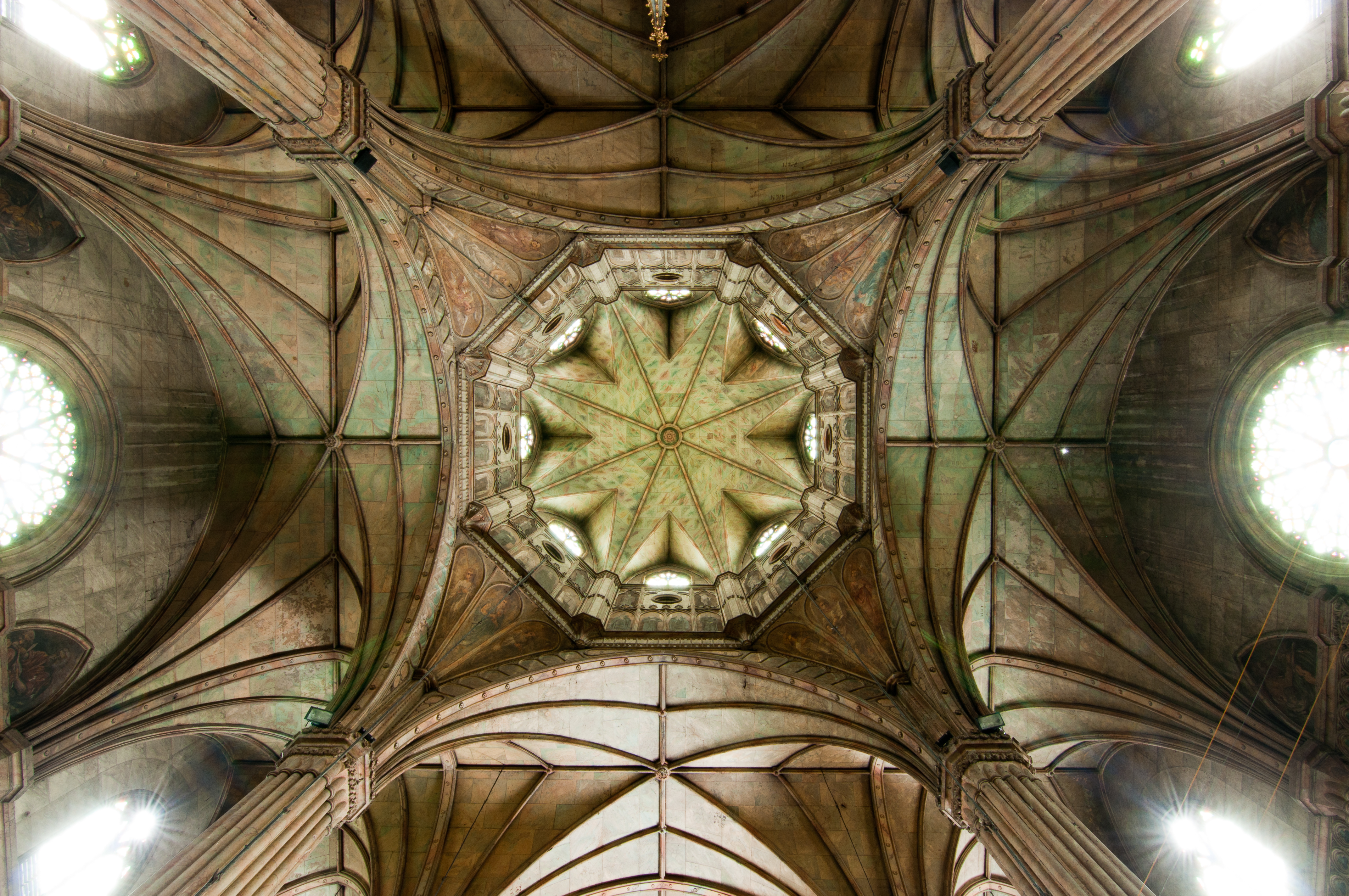
Teto da igreja, mostrando a abóbada de aresta
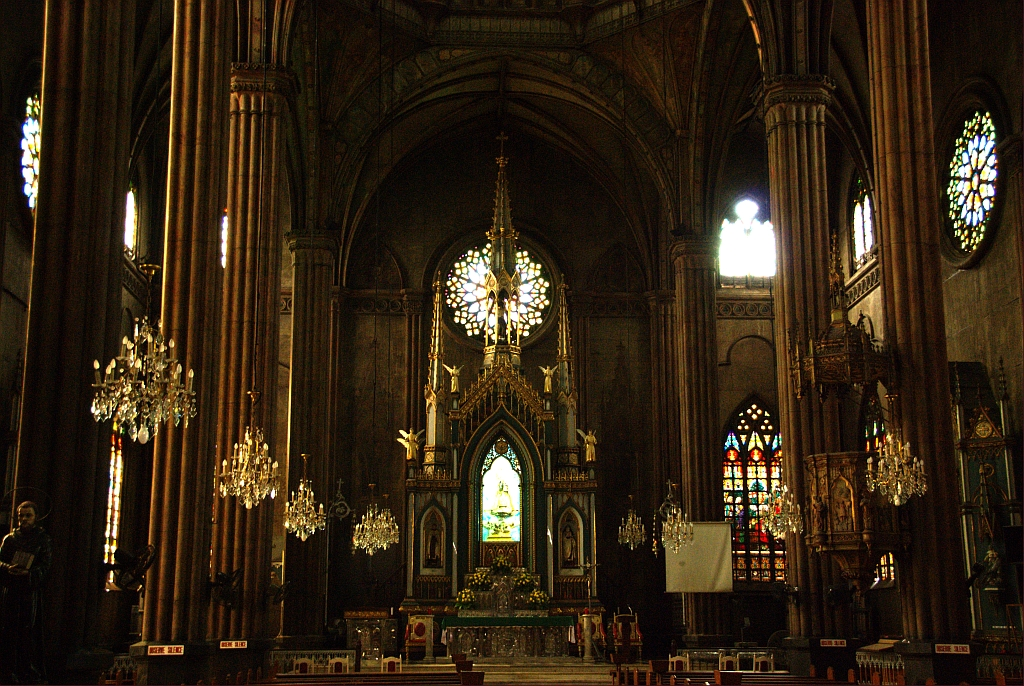
Altar-mor

O interior da igreja possui uma abóbadas em estilo gótico. As colunas de aço, as paredes e o teto foram pintados pelo artista filipino Lorenzo Rocha e seus estudantes para oferecer uma falsa aparência de mármore e jaspe. Para decorar os interiores da igreja foram usados a técnica o trompe-l'oeil. Fiéis ao espírito gótico do templo são seus confessionários, púlpitos, altares e cinco retábulos também projetados pelo artista filipino Lorenzo Guerrero, assim como Rocha. As imagens dos santos e santas são obra do escultor Eusebio García. Para a igreja foram construídos seis pias de água benta, feitas com mármore de Romblon.
Sobre o altar-mor há uma imagem de Nossa Senhora do Monte Carmelo, que as carmelitas da Cidade do México ofereceram à igreja em 1617, que foi canonicamente coroada em 1891. A imagem resistiu a todos os sismos e incêndios que haviam destruído as edificações anteriores, mas a cabeça em marfim que tinha foi roubada em 1975.
A basílica contém o Santuário Nacional de Nossa Senhora do Monte Carmelo. Todos os anos a festa de Nossa Senhora é celebrada duas vezes por ano. A maior festa é celebrada em 31 de janeiro com uma novena tradicional que termina com uma procissão ao longo das ruas da paróquia. Sua festa em 16 de julho também é comemorado com uma novena, mas com uma procissão religiosa menor.

## Conservação
A igreja tem sua integridade estrutural ameaçada. O aço da igreja tem sido afetado pela ferrugem e a corrosão, efeito que tem sido contribuído pelo efeito da brisa do mar da baía de Manila. En 1998, a igreja de San Sebastián foi colocada na lista bianual dos 100 sítios arqueológicos dos edifícios históricos mais ameaçados, elaborado pelo World Monuments Fund, ainda que não tenha aparecido nas listas seguintes.
A igreja de San Sebastián foi declarada Monumento Histórico Nacional pelo presidente das Filipinas Ferdinand Marcos em 1973 mediante ao Decreto Presidencial N.º 260. Foi destinada uma ajuda para a igreja através da Comissão Histórica Nacional das Filipinas, que restaurou a igreja em 1982. Igualmente, a comunidade dos Recoletos tem destinado fundos para a manutenção e restauração do templo.
Em 16 de maio de 2006, a basílica de San Sebastián foi incluída na lista indicativa da Unesco para uma possível classificação como Patrimônio da Humanidade, em virtude de seu patrimônio cultural e histórico.